# Síndrome de insensibilidad a los andrógenos

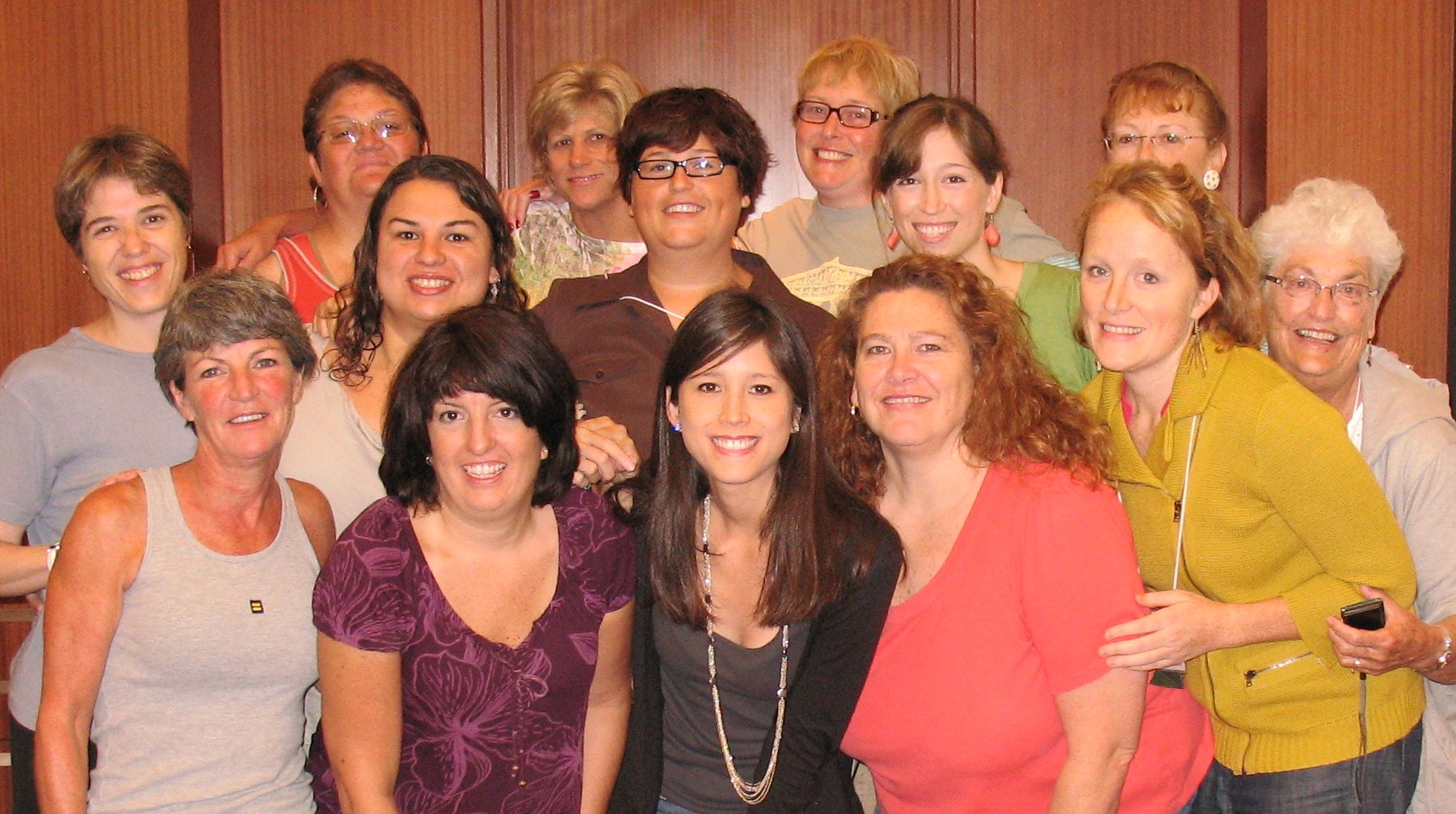
Grupo Orquídea 2010. Mujeres con síndrome de insensibilidad a los andrógenos

El síndrome de insensibilidad a los andrógenos, síndrome de insensibilidad androgénica, síndrome de Morris o feminización testicular, es una condición genética presente en una persona con los cromosomas XY (sexo cromosómico masculino) en la cual las hormonas encargadas de desarrollar las características físicas masculinas (andrógenos), no son reconocidas por las células debido a una disfunción del receptor androgénico. Esto hace que el cuerpo se desarrolle, dependiendo del grado de insensibilidad, con una apariencia total o parcialmente femenina.
El síndrome se divide en tres categorías que se diferencian por el grado de masculinización genital: el síndrome de insensibilidad a los andrógenos completo ocurre cuando los genitales externos son los de una mujer típica; el síndrome de insensibilidad a los andrógenos leve se produce cuando los genitales externos son los de un hombre típico, y el síndrome de insensibilidad a los andrógenos parcial, cuando los genitales externos están parcialmente, pero no completamente, masculinizados. El síndrome de insensibilidad a los andrógenos es la entidad más común de entre las que causan la hipomasculinización de los genitales en un individuo de genotipo 46,XY.
De los andrógenos depende la formación del pene, de los testículos y del vello corporal. Estos andrógenos actúan desde la séptima semana de embarazo, creando los testículos que se alojarán en la cavidad abdominal hasta que finalmente desciendan. Las personas afectadas carecen de la capacidad celular de responder a las órdenes de las hormonas masculinas, por lo que su cuerpo no se desarrolla como es común. Estas hormonas son producidas, al igual que en la mayoría de los hombres, en los testículos que se encuentran dentro del abdomen y nunca llegan a descender. Por esta razón, a pesar de que la persona posee los cromosomas XY, su cuerpo se desarrolla como el de una mujer. Es un síndrome ligado al cromosoma X, por lo que es transmitido de madre a hijo.

## Epidemiología
El síndrome de insensibilidad a los andrógenos presenta una prevalencia que no supera los cinco casos por 10 000 habitantes. Se ha estimado un caso de síndrome de insensibilidad a los andrógenos completo por cada 20 000 a 64 000 recién nacidos varones. Se estima que el parcial afecta a 1 de cada 130 000 recién nacidos vivos y la completa a uno de cada 25 000 y a uno de cada 100 000 nacidos vivos. No es posible estimar el número de casos leves y moderados, pues solo suele ser descubierto cuando se investiga la causa de la infertilidad adulta. El informe de Orphanet de noviembre de 2012 recoge una prevalencia del síndrome de trece casos por cada 100 000 habitantes.

## Genética y patogenia
El síndrome de insensibilidad a los andrógenos es un trastorno genérico de tipo recesivo ligado al cromosoma X (mutación Xq11-12) y transmitido de madre a hijo.
El gen que codifica el receptor de andrógenos se localiza en el cromosoma X y tiene ocho exones. Las mutaciones del gen pueden: alterar la afinidad para ligar el andrógeno, la especificidad con otras hormonas esteroideas, producir pérdida total de la función o requerir de concentraciones más altas de andrógenos. Las mutaciones pueden ser puntuales (82 %), deleción completa (1 %) o parcial (4 %). En algunos casos no se detecta la mutación y es posible que otros factores intervengan en la activación transcripcional del receptor androgénico.

## Formas clínicas
Existen dos tipos del síndrome de insensibilidad a los andrógenos (SIA) llamados: SIA completo y SIA incompleto.

### Síndrome de insensibilidad a los andrógenoscompleto
El síndrome de insensibilidad a los andrógenos completo impide totalmente el desarrollo de cualquier característica masculina. El individuo nace y se cría con una absoluta apariencia femenina. El cuerpo es el de una mujer, con senos, vagina y caderas anchas. La única anormalidad es la falta de la menstruación; esta no se produce ya que la persona no tiene útero ni ovarios, por lo cual está imposibilitada para concebir. Si se realiza un examen genético, se observa que  la persona tiene los cromosomas sexuales XY, pero sus células no pueden responder a los andrógenos.

### Síndrome de insensibilidad a los andrógenosincompleto
En el síndrome de insensibilidad a los andrógenos incompleto hay una mezcla de características femeninas y masculinas. El grado de ambigüedad sexual varía ampliamente de un individuo a otro. Por ejemplo, hay casos de personas con esta condición que tienen características masculinas y han desarrollado senos (ginecomastia). También se puede producir la criptorquidia, que es cuando uno o los dos testículos no descienden al escroto, o la hipospadias (abertura de la uretra fuera de la punta del pene).

## Diagnóstico
El síndrome de insensibilidad a los andrógenos completo rara vez es descubierto durante la infancia, a menos que se sienta una masa en el abdomen o en las ingles que resulta ser un testículo cuando se estudia quirúrgicamente. A la mayoría de los individuos con esta afección no se les diagnostica el problema hasta que se descubre que no pueden menstruar o cuando tratan de embarazarse y descubren que son estériles.
A los individuos a menudo se les diagnostica el problema debido a la ambigüedad genital: 
- Presencia de la vagina, pero no de los otros órganos internos femeninos.
- Desarrollo normal de pechos femeninos.
- Testículos en el canal inguinal, los labios o el abdomen.
- Hernia inguinal con gónadas palpables.
- Los niveles de testosterona corresponden a los de un hombre.
- El cariotipo muestra la presencia de los cromosomas sexuales XY, indicando el sexo masculino.
- Los niveles de la hormona luteinizante (LH) son altos.
- Los niveles de la hormona folículo-estimulante (FSH) son normales.
- Un ultrasonido muestra la ausencia de los órganos reproductores femeninos o bien testículos intraabdominales.

## Tratamiento
La criptorquidia aumenta la probabilidad de cáncer testicular, por lo que es necesario extirpar los testículos tan pronto como se detecta la anomalía. Una vez extirpados los testículos se puede valorar la administración de estrógenos con el objetivo de permitir una maduración completa de los genitales femeninos externos y el desarrollo y mantenimiento de los caracteres sexuales femeninos, así como retardar la osteoporosis. En algunos casos se realiza una vaginoplastia o cirugía de reconstrucción genital.